# Juegos Mediterráneos de 1963
Los IV Juegos Mediterráneos se celebraron en Nápoles (Italia), del 21 al 29 de septiembre de 1963, bajo la denominación Nápoles 1963. La cuarta cita mediterránea supuso el retorno a Europa. La ciudad italiana de Nápoles fue el escenario en 1963. Una bella ceremonia de inauguración, con el vuelo de más de 3.000 palomas, dio paso a una competición en la que trece países tomaron parte en una competición de 17 deportes. Por segunda vez en la historia de la competición, la supremacía en el medallero correspondió a Italia, por delante de Turquía y Francia.
Participaron un total de 1.057 deportistas (sin presencia femenina) representantes de 13 países mediterráneos. 

## Medallero
| Núm. | País       | Oro | Plata | Bronce | Total |
| ---- | ---------- | --- | ----- | ------ | ----- |
| 1    | Italia     | 41  | 29    | 26     | 96    |
| 2    | Francia    | 17  | 24    | 13     | 54    |
| 3    | Yugoslavia | 10  | 13    | 10     | 33    |
| 4    | Turquía    | 10  | 3     | 5      | 18    |
| 5    | España     | 6   | 6     | 14     | 26    |
| 6    | Egipto     | 5   | 14    | 11     | 30    |
| 7    | Túnez      | 2   | 2     | 2      | 6     |
| 8    | Marruecos  | 1   | 0     | 9      | 10    |
| 9    | Grecia     | 0   | 2     | 6      | 8     |
| 10   | Siria      | 0   | 1     | 4      | 5     |
| 11   | Líbano     | 0   | 0     | 1      | 1     |
| 11   | Mónaco     | 0   | 0     | 1      | 1     |

| Predecesor: Beirut 1959 | IV Juegos Mediterráneos 1963 | Sucesor: Túnez 1967 |

- Datos: Q218779
- Multimedia: 1963 Mediterranean Games / Q218779